# Ciclo biogeoquímico

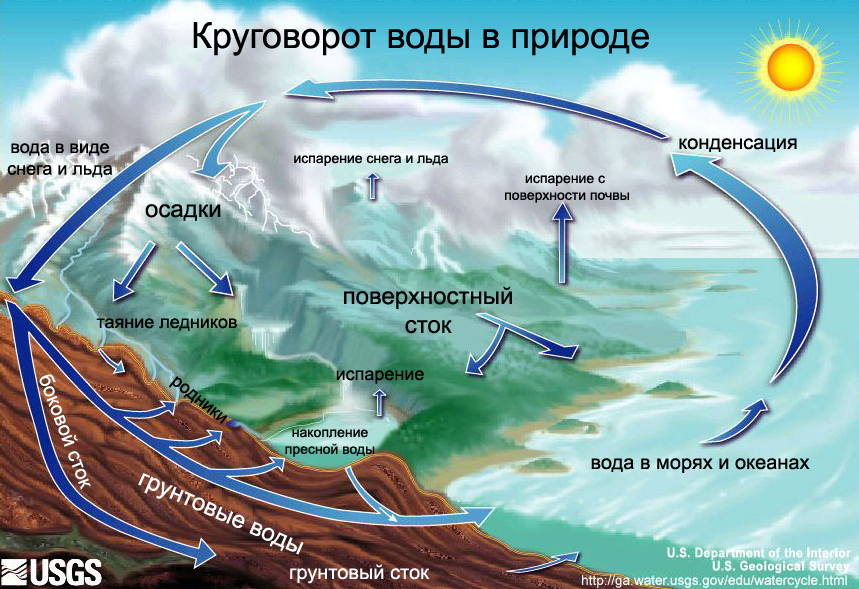
Ciclo da água.

O ciclo biogeoquímico é o nome dado ao movimento realizado no meio ambiente por um elemento químico essencial à vida. O termo é derivado do fato de que há um movimento cíclico de elementos que formam os organismos vivos (“bio”) e o ambiente geológico (“geo”), onde intervêm mudanças químicas. Ao longo do ciclo, cada elemento é absorvido e reciclado por componentes bióticos (seres vivos) e abióticos (ar, água, solo) da biosfera, e às vezes pode se acumular durante um longo período de tempo em um mesmo lugar. É por meio dos ciclos biogeoquímicos que os elementos químicos e compostos químicos são transferidos entre os organismos e entre diferentes partes do planeta. Exemplos: ciclo da água, do nitrogênio, do oxigênio, do fósforo, do cálcio, do carbono e do enxofre.
O estudo e a compreensão dos ciclos biogeoquímicos pode ajudar a identificar potenciais impactos ambientais causados pela introdução de substâncias potencialmente perigosas nos diversos ecossistemas.
As relações entre os organismos vivos e o ambiente físico caracterizam-se por uma constante permuta dos elementos, em uma atividade cíclica. Na verdade, o fenômeno é estritamente cíclico apenas em relação ao aspecto químico, no sentido de que os mesmos compostos químicos alterados se reconstituem ao final do ciclo.
Assim, há uma espécie de intercâmbio contínuo entre meio físico, denominado abiótico (relativo à parte sem vida do meio físico) e o biótico (conjunto de seres vivos), sendo esse intercâmbio de tal forma equilibrado, em relação à troca de elementos nos dois sentidos, que os dois meios se mantêm praticamente constantes.
Os ciclos são divididos em: Ciclo do Nitrogênio, Ciclo da Água, Ciclo do Oxigênio, Ciclo do Fósforo, Ciclo do Cálcio, Ciclo do Carbono, Ciclo do Enxofre.

## Classificação dos ciclos biogeoquímicos
Os ciclos biogeoquímicos podem ser classificados em dois grupos principais: endogênicos e exogênicos. 
O endogênico diz respeito aos ciclos que ocorrem na porção interior da Terra, incluem rochas de diferentes tipos; 
O exogênico diz respeito aos ciclos que ocorrem na porção superficial da Terra, ou seja, usam do componente atmosférico.
Os tipos de sedimentos e solos se enquadram nos dois tipos de ciclos, pois estão nos dois tipos de interfaces. 

## Fatores que influenciam a velocidade de um ciclo biogeoquímico
A velocidade em que um elemento circula no meio abiótico e biótico depende de vários fatores. A natureza do elemento que participa do ciclo, por exemplo, pode determinar se a ciclagem ocorrerá de maneira lenta ou rápida. Normalmente um ciclo gasoso é mais rápido que um ciclo sedimentar.
Outro ponto importante para a velocidade da ciclagem dos nutrientes é a taxa de crescimento dos seres vivos e sua decomposição. A taxa de crescimento de uma espécie afeta diretamente a cadeia alimentar e, consequentemente, o fluxo de um elemento nessa cadeia. Já a decomposição, se ocorre lentamente, afeta a liberação dos nutrientes para o meio.
O homem também exerce um importante papel nos ciclos biogeoquímicos. Por meio de certas atividades, como a agropecuária, o homem consegue alterar a dinâmica natural de um ecossistema, modificando as vias seguidas por determinado elemento no ciclo. Além disso, a poluição, extração de minerais e a produção de energia podem afetar a ciclagem dos elementos.

## Relação entre os ciclos
Os ciclos não existem isoladamente, mas coexistem, ou seja, um ciclo tem participação em outro, podendo haver mudanças devido à interferências. Sendo assim, se existe desequilíbrio em um ciclo, este começa a afetar outros, podendo, inevitavelmente, trazer esse tipo de desequilíbrio para os seres humanos.  